# Liga de Fútbol Profesional Boliviano 2012/2013
Liga de Fútbol Profesional Boliviano 2012/2013 var den 36:e säsongen av den bolivianska högstadivisionen i fotboll. Mästerskapet kvalificerade lag till Copa Sudamericana 2013, Copa Sudamericana 2014, Copa Libertadores 2013 och Copa Libertadores 2014.

## Kvalificering för internationella turneringar
- Copa Libertadores 2013 (tre platser - säsongen 2012/2013 kvalificerar enbart 1 lag)
  - Playoff-vinnare: Bolívar
- Copa Sudamericana 2013
  - Playoff-förlorare: Oriente Petrolero
  - Vinnare av Torneo Apertura: The Strongest
  - Trea i Torneo Apertura: Blooming
  - Fyra i Torneo Apertura: Real Potosí
- Copa Libertadores 2014 (tre platser - säsongen 2012/2013 kvalificerar enbart 2 lag)
  - Vinnaren av Torneo Clausura: Bolívar
  - Tvåa i Torneo Clausura: Oriente Petrolero
- Copa Sudamericana 2014 (fyra platser - säsongen 2012/2013 kvalificerar enbart 1 lag)
  - Trean i Torneo Clausura: San José

## Torneo Apertura
Vinnaren av Torneo Apertura kvalificerade sig till en playoff-match till Copa Libertadores 2013 mot trean i Torneo Clausura 2011/2012.  The Strongest och San José var redan kvalificerade för Copa Libertadores 2013 och kunde således enbart kvalificera sig för Copa Sudamericana genom seger av Torneo Apertura. Kommer någon av lagen i övrigt på en Copa Sudamericana-plats gick platsen till det närmast följande laget.
| Nr | Lag               | S  | V  | O  | F  | GM | IM | MS  | P  |
| -- | ----------------- | -- | -- | -- | -- | -- | -- | --- | -- |
| 1  | The Strongest     | 22 | 13 | 6  | 3  | 53 | 31 | +22 | 45 |
| 2  | San José          | 22 | 12 | 5  | 5  | 51 | 35 | +16 | 41 |
| 3  | Bolívar           | 22 | 11 | 4  | 7  | 46 | 31 | +15 | 37 |
| 4  | Blooming          | 22 | 11 | 2  | 9  | 29 | 30 | −1  | 35 |
| 5  | Real Potosí       | 22 | 9  | 5  | 8  | 30 | 27 | +3  | 32 |
| 6  | Oriente Petrolero | 22 | 7  | 10 | 5  | 28 | 32 | −4  | 31 |
| 7  | Jorge Wilstermann | 22 | 7  | 7  | 8  | 34 | 35 | −1  | 28 |
| 8  | Universitario     | 22 | 5  | 10 | 7  | 31 | 32 | −1  | 25 |
| 9  | Nacional Potosí   | 22 | 6  | 7  | 9  | 26 | 28 | −2  | 25 |
| 10 | Petrolero         | 22 | 6  | 6  | 10 | 21 | 30 | −9  | 24 |
| 11 | Aurora            | 22 | 6  | 4  | 12 | 31 | 47 | −16 | 22 |
| 12 | La Paz FC         | 22 | 4  | 4  | 14 | 28 | 50 | −22 | 16 |

Färgkoder:
     – Kvalificerade för Copa Sudamericana 2013.

     – Kvalificerade för playoff-match till Copa Libertadores 2013.

## Playoff till Copa Libertadores 2013
Ett playoff till Copa Libertadores 2013 spelades mellan ett lag från Torneo Clausura 2011/2012 (Oriente Petrolero) och ett lag från Torneo Apertura denna säsong (Bolívar) för att avgöra vilket av lagen som går till Copa Libertadores 2013. Förloraren gick till Copa Sudamericana 2013.
Bolívar–Oriente Petrolero 2–2 (4–2 efter straffar)

## Torneo Clausura
Vinnaren kvalificerade sig för Copa Libertadores 2014 tillsammans med tvåan. Trean kvalificerade sig för Copa Sudamericana 2014.
| Nr | Lag               | S  | V  | O | F  | GM | IM | MS  | P  |
| -- | ----------------- | -- | -- | - | -- | -- | -- | --- | -- |
| 1  | Bolívar           | 22 | 16 | 2 | 4  | 50 | 30 | +20 | 50 |
| 2  | Oriente Petrolero | 22 | 14 | 5 | 3  | 43 | 25 | +18 | 47 |
| 3  | San José          | 22 | 12 | 5 | 5  | 37 | 21 | +16 | 41 |
| 4  | Universitario     | 22 | 10 | 5 | 7  | 30 | 24 | +6  | 35 |
| 5  | The Strongest     | 22 | 9  | 7 | 6  | 40 | 35 | +5  | 34 |
| 6  | Jorge Wilstermann | 22 | 9  | 6 | 7  | 43 | 30 | +13 | 33 |
| 7  | Real Potosí       | 22 | 8  | 7 | 7  | 31 | 30 | +1  | 31 |
| 8  | Blooming          | 22 | 6  | 5 | 11 | 31 | 40 | −9  | 23 |
| 9  | Nacional Potosí   | 22 | 5  | 7 | 10 | 31 | 34 | −3  | 22 |
| 10 | Aurora            | 22 | 6  | 4 | 12 | 28 | 43 | −15 | 22 |
| 11 | Petrolero         | 22 | 5  | 5 | 12 | 24 | 40 | −16 | 20 |
| 12 | La Paz FC         | 22 | 1  | 4 | 17 | 15 | 50 | −35 | 7  |

## Nedflyttningstabell
| Pos | Team                   | 2011/12 P | 2012/13 Pts | Totalt P | Totalt S | Snitt  |
| --- | ---------------------- | --------- | ----------- | -------- | -------- | ------ |
| 1   | Oriente Petrolero      | 97        | 80          | 177      | 100      | 1.77   |
| 2   | Bolívar                | 87        | 87          | 174      | 100      | 1.74   |
| 3   | San José               | 90        | 82          | 172      | 100      | 1.72   |
| 4   | The Strongest          | 88        | 79          | 167      | 100      | 1.67   |
| 5   | Real Potosí            | 90        | 63          | 153      | 100      | 1.53   |
| 6   | Universitario de Sucre | 85        | 57          | 145      | 100      | 1.45   |
| 7   | Blooming               | 82        | 58          | 140      | 100      | 1.4    |
| 8   | Aurora                 | 91        | 44          | 135      | 100      | 1.35   |
| 9   | Jorge Wilstermann      | —         | 58          | 58       | 44       | 1.3182 |
| 10  | Nacional Potosí        | 78        | 47          | 125      | 100      | 1.25   |
| 11  | Petrolero              | —         | 44          | 44       | 44       | 1      |
| 12  | La Paz FC              | 55        | 23          | 78       | 100      | 0.78   |

### Nedflyttningskval
Det näst sista laget i nedflyttningstabellen mötte tvåan av den näst högsta divisionen i ett dubbelmöte. Lagen som ställdes mot varandra var Petrolero (från den högsta divisionen) och Sport Boys (som flyttades ner). Eftersom båda matcherna slutade oavgjort, och då varken bortamålsregeln, förlängning och straffsparksläggning tillämpades, spelades en omspelsmatch på neutral plan. Till slut gick Sport Boys upp i den högsta divisionen, medan Petrolero flyttades ner.
|             | 2 juni 2013 | Sport Boys | 2–2   | Petrolero | Estadio Samuel Vaca, Warnes |               |
| 16:00 UTC-4 | 16:00 UTC-4 |            | (2–1) |           | Publik: 6 000               | Publik: 6 000 |
| 16:00 UTC-4 | 16:00 UTC-4 |            |       |           | Publik: 6 000               | Publik: 6 000 |
| 16:00 UTC-4 | 16:00 UTC-4 |            |       |           | Publik: 6 000               | Publik: 6 000 |

|             | 9 juni 2013 | Petrolero | 1–1   | Sport Boys | Estadio Defensores de Villamontes, Villamontes |               |
| 16:00 UTC-4 | 16:00 UTC-4 |           | (1–0) |            | Publik: 7 000                                  | Publik: 7 000 |
| 16:00 UTC-4 | 16:00 UTC-4 |           |       |            | Publik: 7 000                                  | Publik: 7 000 |
| 16:00 UTC-4 | 16:00 UTC-4 |           |       |            | Publik: 7 000                                  | Publik: 7 000 |

|             | 11 juni 2013 | Sport Boys | 2–0   | Petrolero | Estadio Ramón Tahuichi Aguilera, Santa Cruz de la Sierra |                |
| 20:00 UTC-4 | 20:00 UTC-4  |            | (0–0) |           | Publik: 30 000                                           | Publik: 30 000 |
| 20:00 UTC-4 | 20:00 UTC-4  |            |       |           | Publik: 30 000                                           | Publik: 30 000 |
| 20:00 UTC-4 | 20:00 UTC-4  |            |       |           | Publik: 30 000                                           | Publik: 30 000 |